# Lamborghini Sesto Elemento
Lamborghini Sesto Elemento (дословный перевод с итальянского — «Шестой элемент») — автомобиль компании Lamborghini на шасси модели Gallardo. Название автомобиля указывает на 6-й элемент периодической таблицы Менделеева — углерод, входящий в состав углеродного волокна, с использованием которого изготовлены шасси автомобиля, карданный вал и элементы подвески. Впервые автомобиль был представлен на Парижском автосалоне 2010 года.
Благодаря использованию углепластика вес автомобиля удалось снизить до 999 кг. Корпус этого авто изготовлен из карбона смешанного с пластиком по новейшей технологии разработанной совместно с Boeing. Удельная мощность автомобиля — 562 л. с./т. По заявлению Lamborghini, разгон 0-100 км/ч занимает около 2,5 с, максимальная скорость — 320 км/ч.
Двигатель и трансмиссия были взяты у Gallardo Superleggera. На капоте 2 воздухозаборника, при помощи которых воздух поступает к двигателю, и 10 воронок, через которые из двигателя выходит горячий воздух.
Появлению прототипа предшествовала допремьерная интрига, которую компания создала благодаря удачному ходу с шестью фотографиями, которые показывали различные элементы автомобиля, при этом не раскрывая его дизайна. Фотографии были показаны с определенными промежутками, благодаря чему интерес к модели был.

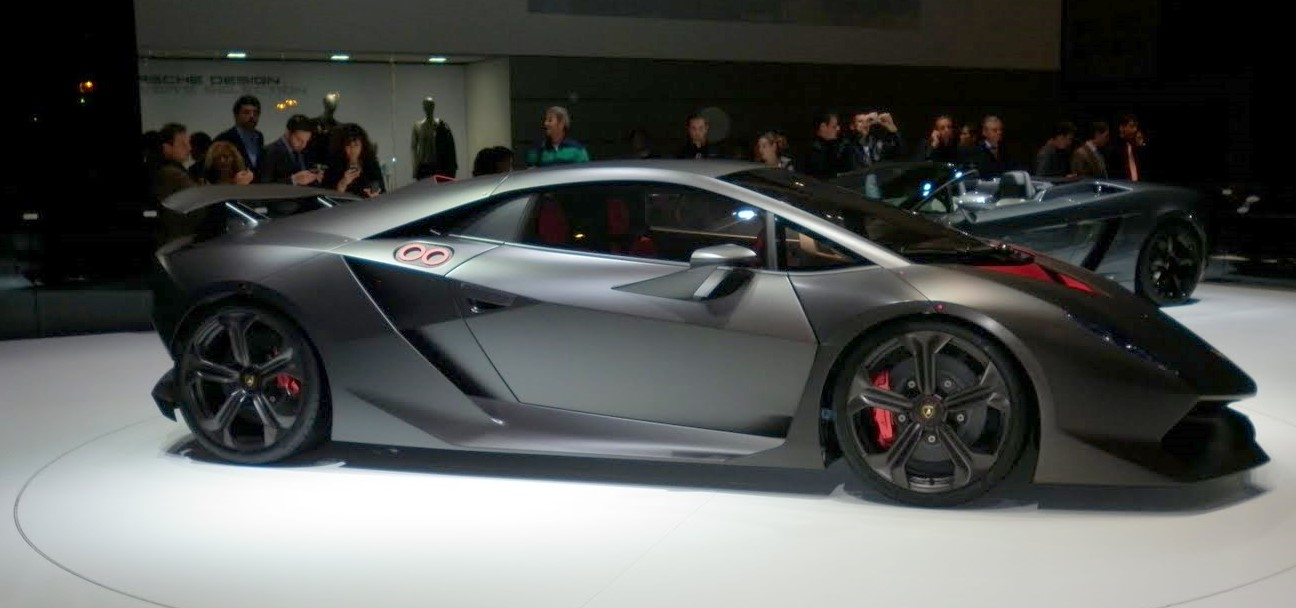
Lamborgini Sesto Elemento на Парижском автосалоне в 2010 году

Всего будет выпущено 20 авто. Это один из самых дорогих спорткаров в мире. Автомобиль стоит почти 2,5 млн $ США. При этом автомобиль не предназначен для обычных дорог, а только для гоночных треков.
В Top Gear этот спорткар был протестирован Ричардом Хаммондом. Он заметил, что для того, чтобы уменьшить вес, в Lamborghini даже не поставили обычные сиденья. Вместо них к карбоновым частям автомобиля пришили небольшие подушки, повторяющие форму сиденья. Также, с целью уменьшения веса, они не стали красить её и лобовое «стекло» сделали из пластика. Большая часть автомобиля состоит из углеродного волокна, начиная от карданного вала и заканчивая различными крепежными болтами. Ричард добавил, что она невероятно быстрая и весит меньше, чем Ford Fiesta.